# معدلات مستقبلات الأندروجين الانتقائية
معدلات مستقبلات الأندروجين الانتقائية (بالإنجليزية: Selective androgen receptor modulator)، يرمز لها «إس إيه آر إم إس»، صنف جديد من ربيطات مستقبلات الأندروجين. تميل هذه المركبات إلى إحداث تأثيرات مشابهة للأدوية الأندروجينية مع انتقائية أعلى تسمح بتوسيع طيف استخداماتها لتتفوق في ذلك على الستيرويدات الابتنائية. مهدت هذه الأدوية لحقبة جديدة ظهرت فيها الأندروجينات الانتقائية للنسج، ما فتح الطريق أمام احتمالات واسعة لعلاج أمراض عديدة أو حتى الشفاء منها.

## المقارنة مع التستوستيرون
تشمل الأندروجينات المستخدمة حاليًا للعلاج الهرموني التعويضي لدى الرجال أدوية معدةً للحقن أو مركبات تُمتص عبر الجلد تحوي على التستوستيرون أو إسترات التستوستيرون. تسبب الأشكال القابلة للحقن من إسترات التستوستيرون (مثل إنثانيك أو بروبينيك أو سيبيونيك التستوستيرون) تموجًا غير محبذ في مستويات الهرمون في الدم، إذ ترتفع قيمه إلى مستويات مفرطة بعد فترة قصيرة من الحقن وتتهاوى بعد ذلك. توفر اللصاقات الجلدية طريقةً أفضل للحفاظ على مستويات متوازنة من الهرمون، لكن يعيبها التخريش الجلدي والحاجة للتطبيق اليومي.
تسمح معدلات مستقبلات الأندروجين الانتقائية بتصميم جزيئات قابلة للاستخدام الفموي، لكن تختلف انتقائيتها لمستقبلات الأندروجين في النسج المتنوعة. يهدف البحث في هذا المجال إلى السماح بتعديل الاستجابة النسيجية: ستستجيب الأنسجة المستهدفة في العلاج كما لو أنها تعرضت للتستوستيرون، بينما لن تستجيب الأنسجة الأخرى التي قد تسبب تأثيرات جانبيةً غير مرغوبة.
لا يمكن اعتبار أي من الأدوية المطورة حتى الآن انتقائيًا تمامًا، إذ لا يمكن لهذه المركبات إحداث تأثيرات ابتنائية في العضلات أو العظام دون إحداث تأثيرات أندروجينية على الأنسجة الأخرى مثل غدة البروستات، لكن العديد من الأندروجينات غير الستيرويدية تظهر نسبةً أعلى من 3:1 بين التأثيرات الابتنائية والأندروجينية، وقد تصل إلى 90:1 في بعض المركبات (آر إيه دي-140) مقارنةً بالتستوستيرون الذي تبلغ نسبة تأثيراته 1:1.
تستمر الأبحاث بالعمل على مركبات أكثر انتقائيةً وفعاليةً، وتسعى لتحسين الخصائص الدوائية مثل التوافر الحيوي عبر الفم وزيادة العمر النصفي في الكائنات الحية. كُشف أول معدل انتقائي لمستقبلات الأندروجين عام 2003، لذا تمثل المكونات التي اختبرت حتى الآن الجيل الأول وحسب من هذه الأدوية، وقد ينتج التطور المستقبلي عوامل أكثر انتقائية مقارنةً بالأدوية المتاحة حاليًا.

### الانتقائية عند الرجال
إذا كان الهدف نمو العظام لدى الرجال المعمرين المصابين بقلة العظام أو الهشاشة العظمية دون وجود علامات صريحة على قصور الغدد التناسلية، يُفضل استخدام معدل مستقبلات أندروجين انتقائي يستهدف نسج العظام والعضلات مع فعالية ضعيفة على البروستات أو الخصيتين.

### الانتقائية عند النساء
يحرض معدل مستقبلات الأندروجين عند النساء في الحالات المثالية الحفظ العظمي أو زيادة الرغبة الجنسية والوظائف الأخرى التي يؤثر عليها الأندروجين دون تأثيرات جانبية سلبية مثل تطور الخصائص الجنسية الذكورية (التذكير) أو زيادة نسبة البروتين الدهني منخفض الكثافة إلى البروتين الدهني عالي الكثافة أو خلل الوظيفة الكبدية وغيرها.

## توافر الأدوية
في عام 2013، بدأت بعض شركات المنتجات المتممة ببيع أنواع مختلفة من معدلات مستقبلات الأندروجين الانتقائية تحت مسمى أدوية متممة، ويُعد هذا انتهاكًا سافرًا لقانون التعليم والصحة الخاص بالمكملات الغذائية الذي أصدرته إدارة الغذاء والدواء عام 1994 والحقوق الفكرية لحاملي براءة اختراع المكونات. في عام 2017، وُجد أن العديد من هذه المكملات المباعة التي زعمت الشركات كونها معدلات مستقبلات أندروجين انتقائية لا تحتوي المواد الكيميائية الفعالة، وفي الواقع، تضمنت 52% فقط من المنتجات كميات بسيطةً من هذه المواد.
في أكتوبر 2017، وجهت إدارة الغذاء والدواء رسالةً تحذيريةً إلى ثلاث شركات تعلمها أن هذه الأدوية مصنفة تحت فئة العقاقير غير المرخصة، وقد تسبب آثارًا جانبيةً محتملةً بما فيها الأذيات القلبية الوعائية والأضرار الكبدية.